# 威靈頓英文中學

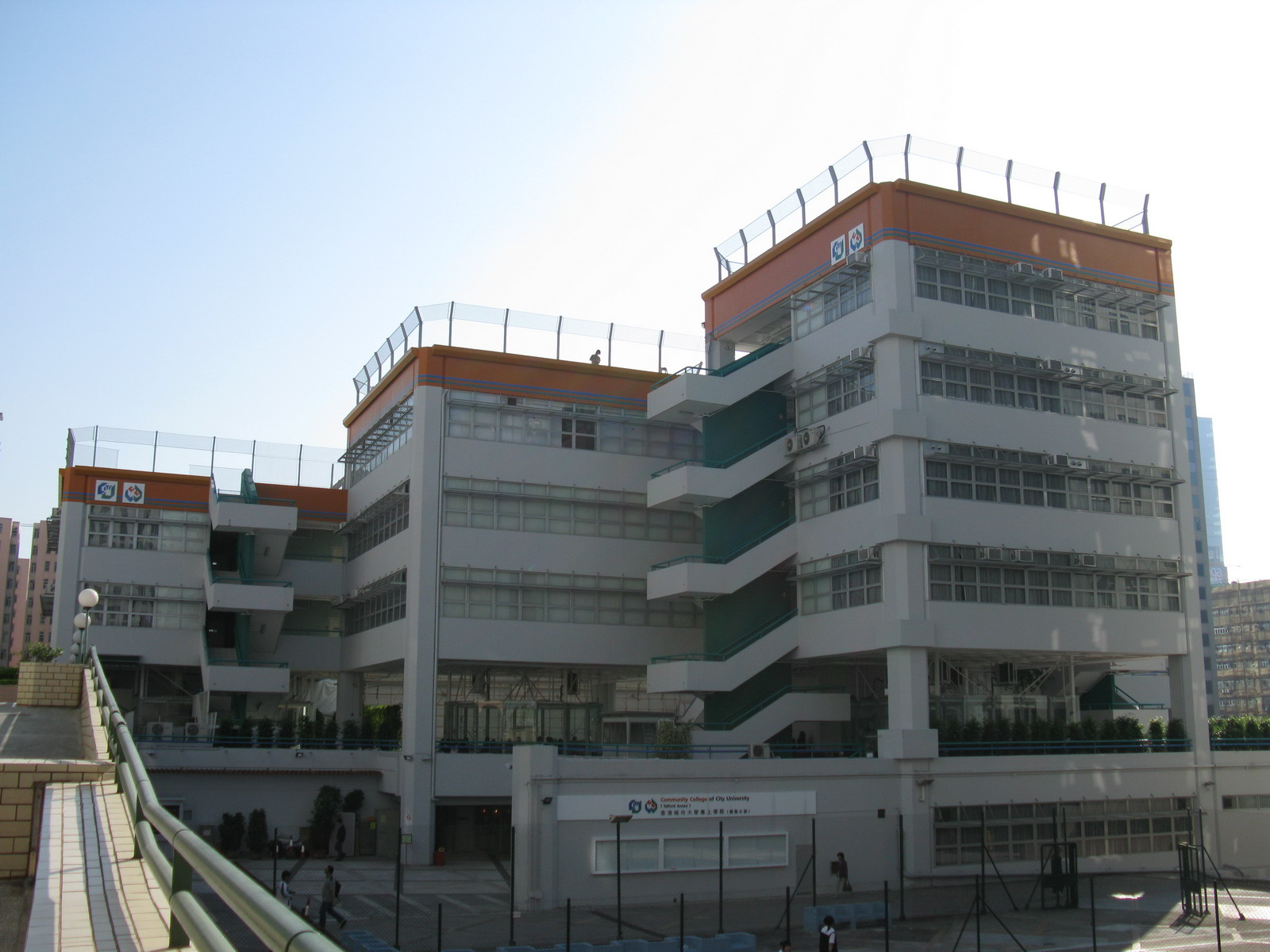
威靈頓英文中學前九龍灣校舍，曾為香港伍倫貢學院，現為香港紫荊書院

威靈頓英文中學（英語：Wellington College，前稱威靈頓書院，俗稱「威記」）曾為香港一所私立中學，由張沛松於1947年在香港創立，其並同時兼任首任校長及校監兩職。其於1970年代全盛時期分校多達6間，每年學生人數超過10,000人，每所校舍有不同顏色運動服作識別）。其停運前的末代校監為楊棣偉，末代校長為張達全（張沛松之子）。

## 校政管理
歷任校監
- 張沛松 先生（1947年-1972年，任內離世）
- 楊棣偉 先生（1972年-2001年，任內離世）

歷任校長
- 張沛松 先生[2]（1947年-1972年，創校校長）
- 張楊棣芬 女士，JP[3]（1972年-？）
- 楊棣偉 先生[4]（？-1985年）
- 張達全 先生[5]（1985年[6]-2001年，末任校長）

歷任副校長
- 周蘿茜 女士[1]

## 曾設立校舍的位置
- 正校：中環威靈頓街（原址；學校亦因此命名，後遷中環卑利街）[7]
  - 上環必列者士街[7]
  - 西營盤高街[7]
  - 西營盤水街
  - 北角明園西街山腰[7]
  - 尖沙咀諾士佛臺
  - 九龍塘香港城市大學附近
  - 九龍灣德福花園[8]（最後一所分校）
  - 灣仔皇后大道東（現合和中心地址）

## 歷史
威靈頓本有中一至中七班別，當時校譽良好。1970年代的威靈頓，為上下午班制，中一至中五，學生大多來自中下階層。隨著香港政府設立資助中學，吸引大部分優秀學生離開，使其後學生質素變差，威靈頓先後於1980年代內結束其他分校。
至1990年，僅存的九龍灣分校改為全日制，再於八年後復設開辦中六中七課程。此校校園面積約3.6萬平方呎，中五重讀收生只收會考成績4E（4分）以上學生。校內四個社分別為「仁愛」（紅色為代表色）、「忠信」（藍色為代表色）、「勤勉」（黃色為代表色）以及「和平」（紫色為代表色）。
後來由於教育署決定取消買位中學制度，此校曾爭取加入直接資助計劃。然而，由於擬轉制為直資的中學須有自置（或由政府或財政司司長法團持有）校舍，而地鐵公司又以「與政府有契約在身」為由，拒絕把德福花園校舍售予校方，最後無法轉制。其後，再加上校風漸趨惡劣，打架事件極多，以及張沛松家族無意續辦，此校最終於2001年停辦。
九龍灣分校原址由港鐵租予香港城市大學專上學院，於2023年遷出後再轉租予另一間私立學校 - 香港紫荊書院。

## 停辦事件
早於1997年，此校已傳出可能停辦，而張沛松家族亦早有停辦的後備方案。而作為後備方案一部分，張沛松家族安排當時的其中一個助理校長（等同於「署理校長」，因原來的校長張達全長期不在香港），以及部分與他有密切關係的主任和老師，轉職到張氏家族於同年開辦的張沛松紀念中學；可是，校方在公開場合宣稱校方無意結束德福校址。
但是，隨著1998年新學年中一只開設三班（1999學年不招收中一學生）；校方仍安排部分原任老師轉到張沛松中學；及當時的助理校長不斷以「校方正積極爭取」為理由拒絕正面回應事件，於是學校結束的傳言不絕於耳。最後，在2000年5月校方將接近一半的老師以「教員人數過多」為理由而解僱，學校結束的結果才曝光。其後，被解僱的教師向香港教育專業人員協會（教協）求助，調查發現校方意圖向老師和學生隱瞞學校結束，其處理手法遭受指責；另一方面也批評在校教師沒有向校方施壓以釐清事件；無論如何，事件中的助理校長在2001年學校關閉之後成為最後一批到張沛松中學的教職員之一。在最後一屆開學禮上，校方才低調承認德福校址不再經營。
雖然學校面臨結束，但教育署（後併入教統局）仍於2000年（即關閉前一年）開始花大筆金錢在校內裝置網絡系統和購置電腦以推行資訊科技教學。在學校結束後，有關器材如何處置不得而知。截至2000年7月為止，威靈頓英文中學與閩光書院、聖道女子英文中學、以及聖瑪加利女書院同為當年香港僅餘的4所買位私立中學。

## 著名教師
- 何乃文：香港著名詩人、香港樹仁學院中文系前教授

## 著名/傑出校友
政治及公共事業界
- 林煥光，GBS，JP（前香港特別行政區行政長官辦公室主任、奧運馬術公司行政總裁、平等機會委員會主席、行政會議召集人）（1967年中五）[11]
- 譚榮邦，SBS，JP（前郵政署長）（1966年中五[12]）
- 方國珊（西貢區議會環保北選區獨立民選區議員、智庫組織專業動力召集人）[13]
- 甘乃威，MH（香港中西區區議會上環選區議員、前第四屆香港立法會議員（香港島））
- 區志光：保安局副局長（中三）[14]
- 劉達強：前香港警司及談判專家[15]（1977年中六）
- 蔡素玉：前香港立法會議員（初中）[16]

演藝界
- 張英才（香港演員）[17]
- 葛劍青（1970年代香港著名的播音員、歌手及演員，有「長腿姐姐」的綽號。）[18]（1969年中五）
- 黃子華（香港棟篤笑始祖，舞臺演員，電視演員，節目主持人）（預科）
- 林文龍（電視演員）
- 邰正宵（歌手）（中五）
- 蔡少芬（電視演員）
- 譚凱琪（電視藝員）
- 江　華（香港演員）
- 張國榮（香港歌手、演員）
- 周潤發（電視電影演員、讀至中三離開）
- 韋家雄（電視演員）（中六）[19]
- 敖嘉年（演員）（中五）[20]
- 邵美琪（電視演員）
- 呂良偉（電視演員）
- 張堅庭（香港電影導演、演員、編劇和監製，與支志明為同屆校友）（中五）[21]
- 林詠倫（香港男子組合E-kids成員）
- 袁富華（演員）（中五）[註 1]
- 陳超穎（香港紙藝學會會長）
- 謝松軒（前亞洲電視製作部總監）[22]
- 麥兆輝（香港著名導演）[註 2]
- 歐信希（香港歌手及新城知訊台節目主持人、演員）[23]
- 梁家輝（電影演員）
- 張達明（演員）[24]
- 高翰文（演員）（1979年中六）[25]

教育及體育界
- 支志明（著名化學學者，香港大學化學系許慧嫻講座教授）（中五）[21]
- 林尚義（香港已故退役足球運動員、電視足球評述員及教師）
- 鄧惠雄（香港中文大學社會工作學系講師）
- 鍾志賢（首飾足球隊班主）
- 陳建熊（浸信會呂明才中學及田家炳中學創校校長、前鴨脷洲街坊小學校長、香港中文大學教育學院教育行政及政策系專任講師）[26]
- 黃玉山（前任香港公開大學校長及港區全國人大代表）[27]
- 張紹業（前蘇浙公學校長）（1964年小六；1970年中六）[28]

其他界別
- 林亨利（香港聖約翰救傷隊總監辦公室主管總監督）
- 馮兩努（已故香港商界、傳媒界與政界人物）[註 3]
- 彭玉榮（前東亞銀行執行董事兼副行政總裁）（1967年中五[29]）[30]
- 鄺偉雄（香港風水命理學家）
- 陳德錦（香港作家）
- 黃嘉謀 （香港電台、鳳凰衛視主持）
- 錢佩卿（香港電台唱片騎師）[31]